# Je m'voyais déjà (chanson)
Pour les articles homonymes, voir Je m'voyais déjà et Je me voyais déjà en haut de l'affiche.
Clip vidéo
[vidéo] « Charles Aznavour - Je m'voyais déjà », sur YouTube
[vidéo] « Charles Aznavour - Je m'voyais déjà - télévision (1965) », sur YouTube
Je m'voyais déjà est une chanson française big band, de l'auteur-compositeur-interprète Charles Aznavour. Ce single extrait de son 7e album Charles Aznavour (Je m'voyais déjà) de 1961, est un des premiers grands succès emblématiques internationaux de son important répertoire, de sa carrière, et un des classiques de la chanson française, sur le thème humoristique ironique et désabusé de « la vie d'artiste et de ses rêves de carrière d’artiste au sommet ».

## Histoire

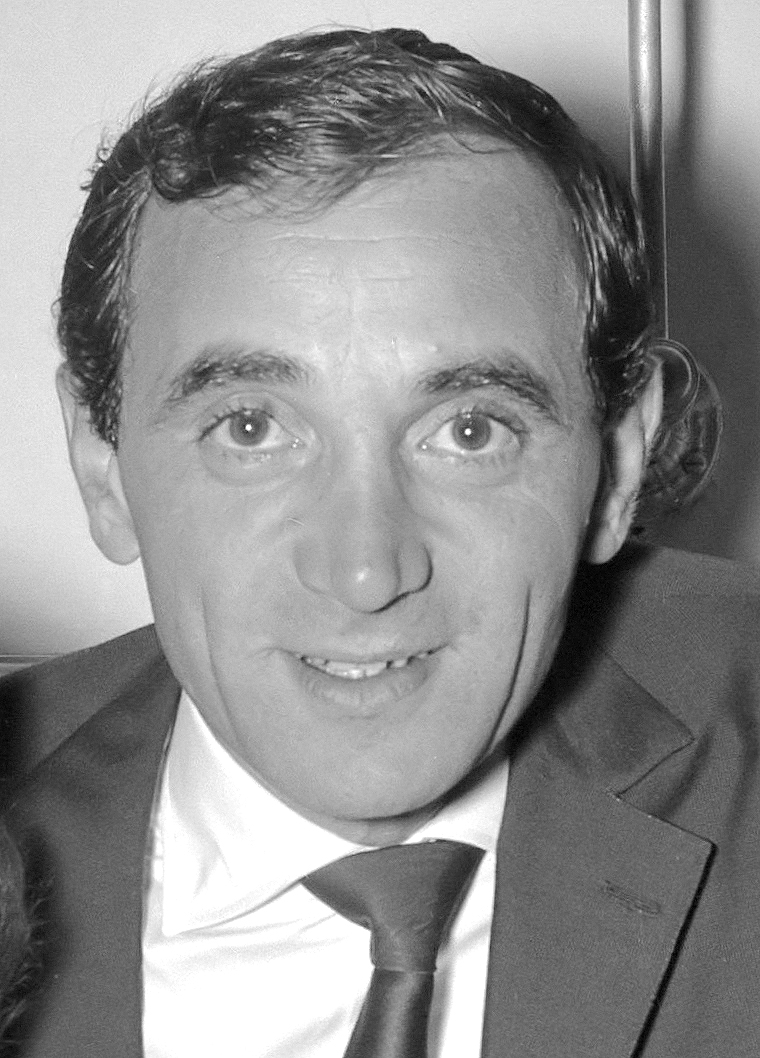
Charles Aznavour en 1961.

Charles Aznavour commence sa carrière d'auteur-compositeur-interprète avec l'aide d'Édith Piaf, avec qui il part en tournée en France et aux États-Unis, avec Les Compagnons de la chanson en 1947-1948, pour qui il écrit des chansons (ainsi que pour Juliette Gréco ou Gilbert Bécaud...). Il connait ses premiers grands triomphes publics sur scène dès l'âge de 29 ans, lors de ses premières tournées en Afrique du Nord de 1953. Il est alors repéré et engagé au casino de Marrakech au Maroc par Jean Baudet (directeur du Moulin-Rouge de Paris, en vacances) qui l'engage durant trois mois en 1954, pour se produire dans son célèbre cabaret parisien. Bruno Coquatrix (directeur emblématique de l'Olympia) lui suggère alors de s'inspirer de sa vie pour écrire les premières chansons de son répertoire, pour ses premiers albums Charles Aznavour chante... Charles Aznavour (1953), Charles Aznavour chante Charles Aznavour, vol. 2 (1955), Charles Aznavour chante Charles Aznavour, vol. 3 (1956), Bravos du music-hall à Charles Aznavour (1957), C'est ça (1958), Les Deux Guitares (1960)...
Aznavour compose et écrit cette célèbre chanson « ironique » inspirée de sa vie d'artiste, et de celle d'un jeune artiste belge en costume bleu qu'il entend un jour dans un bar de Bruxelles. Aznavour écrit la chanson le soir même, de retour à son hôtel. À son retour en France, il la propose à Yves Montand qui refuse de la chanter sous prétexte qu'elle parle des artistes. Il l’interprète alors avec succès pour la première fois sur la scène de music-hall de l'Alhambra de Paris le 12 décembre 1960. Le public parisien, d'abord froid et réservé, lui réserve une standing ovation et un triomphe à la fin du spectacle,. Il l’interprète avec un nouvel important succès national télévisé lors de l'émission de variété Le Palmarès des chansons. du 16 décembre 1965, « Je m'voyais déjà en haut de l'affiche, en dix fois plus gros que n'importe qui mon nom s'étalait, je m'voyais déjà adulé et riche, signant mes photos aux admirateurs qui se bousculaient... ».
Charles Aznavour devient alors rapidement une star internationale « au sommet » durant toute sa vie de la chanson française, et triomphe dans ses tournées mondiales à partir des années 1960, avec son talent, sa voix, et son jeu de scène de music-hall, accompagné par son orchestre de big band jazz symphonique, avec plus de 2 000 titres de son répertoire, avec en particulier Je m'voyais déjà, Heureux avec des riens (1955), Les Comédiens (1962), Et Pourtant (1963), For me formidable (1963), La Bohème (1965), Hier encore (1964), Emmenez-moi (1967)...

## Classements
| Classement    | Meilleure position |
| ------------- | ------------------ |
| France (IFOP) | 12                 |
| Wallonie      | 8                  |

## Reprises
- 2008 : Je m'voyais déjà (comédie musicale), de Laurent Ruquier et Alain Sachs.
- 2014 : Fréro Delavega, le duo reprend cette chanson lors des quarts de finale de la saison 3 de l'émission The Voice du 26 avril 2014[9].
- 2019 : Eddy de Pretto chante une reprise pour rendre hommage à Aznavour, lors de la 44e cérémonie des César[10].
- 2020 : Dany Brillant, version latino-jazz, pour son album Dany Brillant chante Aznavour - La Bohème.

Dans la Star Academy en 2023, Axel, Clara et Margot ont repris cette chanson lors de l'évaluation.

## Rééditions
- Réédition de l'album Je m'voyais déjà en cd en 1995 –  piste 11
- Charles Aznavour – Hier encore (studio et live) – 2009 – cd1 – piste 2
- Charles Aznavour – 90e anniversaire : Best of Charles Aznavour – 2014 - cd1 – piste 6

## Parodies
- Suzanne Gabriello a pris et adapté le contrepied de cette chanson (je me voyais déjà en bas de l'affiche) avec une chanteuse vedette dès 18 ans qui cherche à redevenir anonyme[11].
- J'ai payé déjà, de Deux copains d'abord, est une chanson contre la redevance sur la copie privée qui existe en France[12]